# Charles Angélique François Huchet de La Bédoyère
Pour les autres membres de la famille, voir Famille Huchet.
Pour les articles homonymes, voir Huchet et de La Bédoyère.
Charles Angélique François Huchet, chevalier puis « comte » de La Bédoyère, né le 17 avril 1786 à Paris et exécuté le 19 août 1815 à Vaugirard, est un militaire français, général de brigade pendant les Cent-Jours, fusillé pour son ralliement à Napoléon Ier.

## Biographie

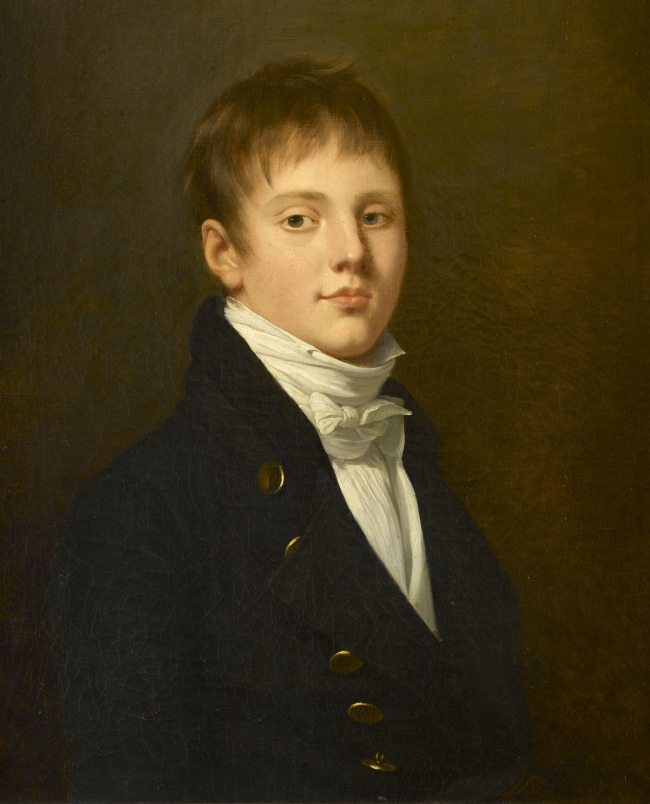
Portrait de Charles Angélique François Huchet, comte de La Bédoyère (1786-1815), Robert Lefèvre, 1803, Musée national du Château de Malmaison

D'une ancienne famille bretonne de magistrats, fils de Charles-Marie-Philippe Huchet de La Bédoyère (1751-1809) et Félicité-Judith des Barres (1757-1817), Charles Angélique François Huchet entra au service à vingt ans.
Après avoir fait, dans le corps des gendarmes d'ordonnance (où Labédoyère fut simple soldat puis officier), les campagnes de Prusse (1806) et de Pologne (1807), il accompagna le maréchal Lannes en Espagne comme aide de camp (1808), fut blessé à Tudela, et suivit son chef en Allemagne (1809).
Il se distingua par son intrépidité à la prise de Ratisbonne, reçut une nouvelle blessure à Essling et fut attaché à l'état-major du prince Eugène, dont il devint aide-de-camp.
Chef de bataillon en 1811, il prit encore une part active et brillante à la campagne de Russie, y mérita le grade de colonel, puis commanda le 112e régiment de ligne en Saxe en 1813, à Lützen, à Bautzen et à la prise de Goldberg le 23 août. Encore blessé dans cette affaire d'un coup de feu à la cuisse gauche, il revint en France, où il épousa Mlle Georgine de Chastellux en novembre 1813.
Lorsque les alliés se présentèrent devant Paris, il se mit à la disposition du commandant de place.
Après l'abdication de Fontainebleau, sa famille, qui cherchait à le convertir aux idées royalistes, obtint pour lui la croix de Saint-Louis[réf. à confirmer] et le commandement du 7e de ligne, en garnison à Grenoble.

### Les Cent-Jours
Mais le retour de l'île d'Elbe le rejeta vite dans le parti de l'Empereur.
Napoléon Ier n'avait encore vu son escorte se grossir que de faibles détachements, lorsqu'un régiment entier se joignit à lui au hameau de Tavernolles : c'était le régiment de La Bédoyère. Le colonel, en abordant l'Empereur, ne craignit pas de lui faire entendre de sages conseils : 

« Sire, lui dit-il, plus d'ambition, plus de despotisme ; nous voulons être libres et heureux. Il faut que Votre Majesté abjure le système de conquêtes et d'extrême puissance qui a fait le malheur de la France et le vôtre. »

 Si La Bédoyère eut quelques illusions à cet égard, les premiers décrets impériaux furent de nature à les dissiper. En apprenant que la saisie des biens des membres du gouvernement provisoire de 1814 allait être ordonnée, il s'écria : 

« Tout sera bientôt fini ! »

 L'Empereur ne le nomma pas moins général de brigade, son aide de camp, et bientôt général de division[réf. à confirmer],. En même temps, La Bédoyère était, le 2 juin 1815, appelé à la pairie. « Sa modestie s'étonna de tant d'honneurs. Au surplus, son dévouement ne se démentit pas. »

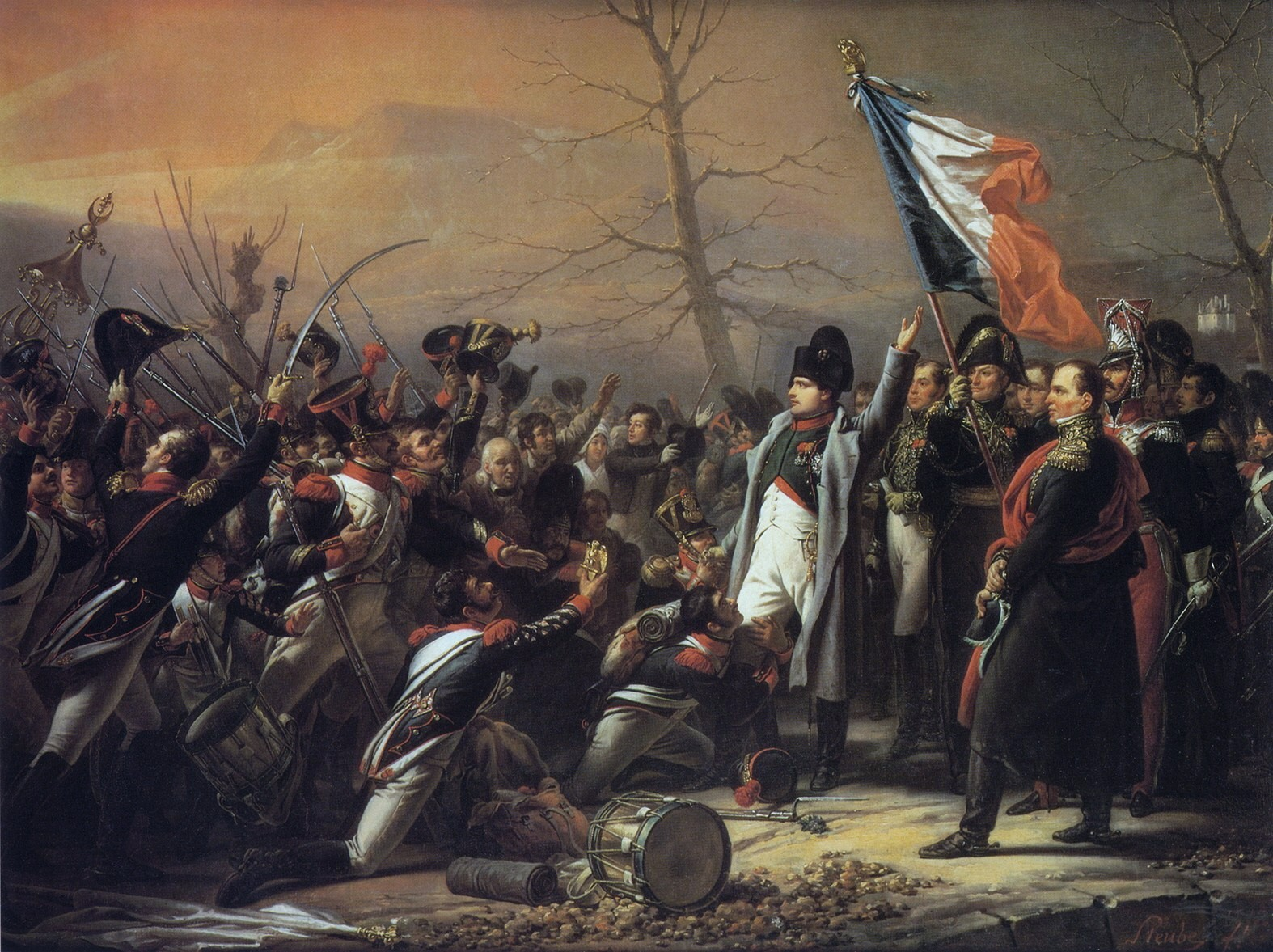
Charles de la Bédoyère (au premier plan à droite), à la tête du 7e régiment de ligne, accueille Napoléon le 7 mars 1815.

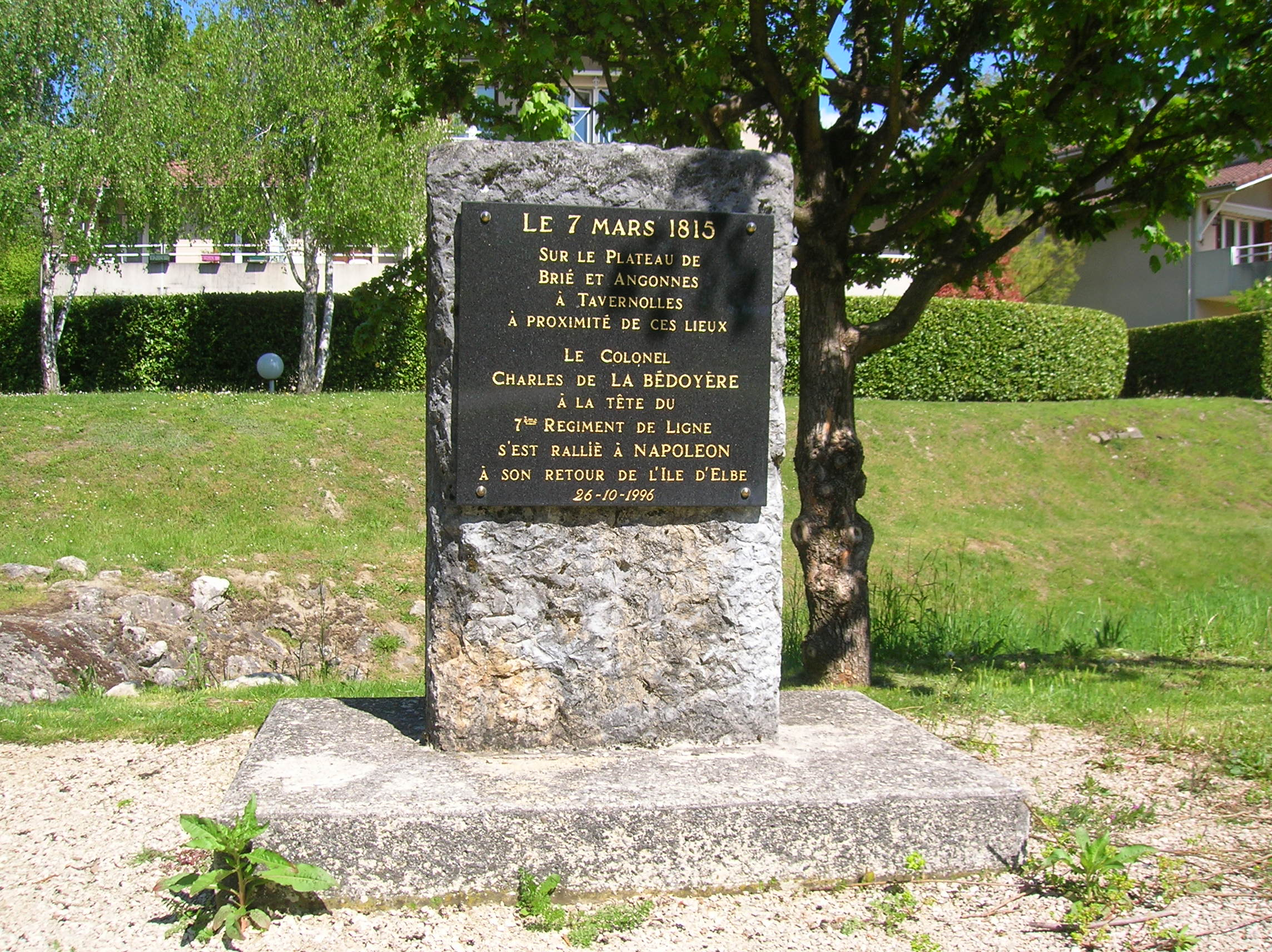
La plaque à Tavernolle.

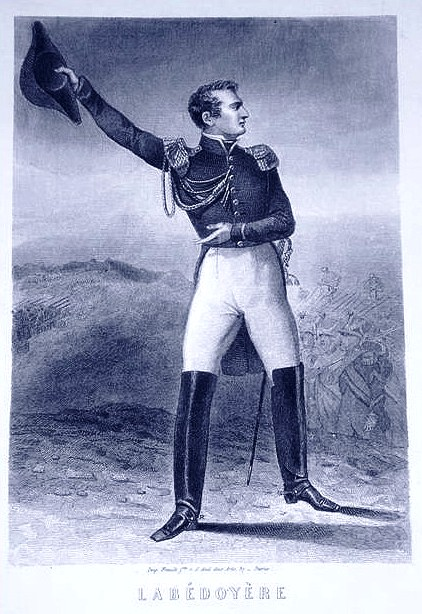
Labédoyère

Resté un des derniers sur le champ de bataille à Waterloo où il venait de se distinguer, il revint après ce « désastre » occuper son siège à la Chambre des pairs, dite « des Cent-Jours ». Il s'y montra le chaud partisan des droits de Napoléon II à la couronne (séance du 22 juin 1815), et soutint que c'était pour son fils que l'Empereur avait abdiqué : 

« Faudra-t-il, dit-il au milieu des interruptions et des rappels à l'ordre, que le sang français ait encore coulé pour passer sous le joug odieux de l'étranger, pour courber la tête sous un gouvernement avili ; pour voir nos braves guerriers abreuvés d'humiliations et d'amertumes et privés de l'existence due à leurs services, à leurs blessures, à la gloire de la nation ? J'ai entendu des voix autour du trône du souverain heureux ; elles s'en éloignent aujourd'hui qu'il est dans le malheur. L'abdication de Napoléon est indivisible. Si l'on ne veut pas reconnaître son fils, il doit tenir l'épée, environné de Français qui ont versé leur sang pour lui et qui sont encore tout couverts de blessures. Il sera abandonné par de vils généraux qui l'ont déjà trahi. »

 Proposant que tout Français qui quitterait son drapeau fût noté d'infamie et vît « sa maison rasée et sa famille proscrite », il mit le comble à l'exaspération de plusieurs de ses collègues par ces mots : 

« Alors plus de traîtres, plus de ces manœuvres qui ont occasionné les dernières catastrophes et dont peut-être quelques auteurs siègent ici.
Et d'ajouter :
Il y a des traîtres parmi les Pairs, depuis dix ans on n'a entendu au Luxembourg que des voix basses ! »

Le président le rappelle à l'ordre et Masséna lui dit : « Jeune homme, vous vous oubliez. »

Pour lui, La Bédoyère avait prédit le sort qui l'attendait. 

« Si les Chambres s'isolent de l'Empereur, mon sort n'est pas douteux. Je serai fusillé le premier ! »

### L'arrestation

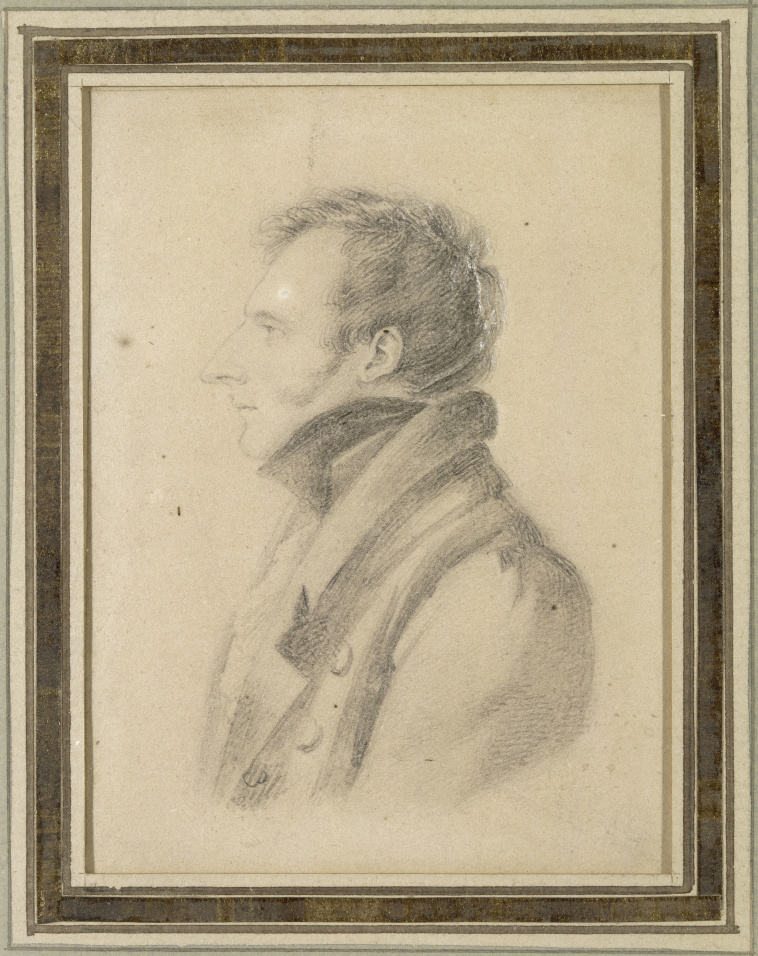
Charles de La Bédoyère, dessin d'Hortense de Beauharnais, vers 1815.

Après la reddition de Paris, La Bédoyère suit l'armée au-delà de la Loire, puis se fixe à Riom. On lui fait savoir que la loi d'amnistie l'avait compris parmi les exceptions et que, nommé dans l'ordonnance du 24 juillet 1815, il serait traduit devant un conseil de guerre. Le colonel — car la Restauration avait considéré comme nul tout grade de général conféré pendant les Cent-Jours — quitte Riom, muni d'un passeport en blanc pour se rendre en Amérique, que Fouché lui avait délivré, et tente de se diriger vers la Suisse.
Il y fût parvenu sans encombre, s'il n'avait eu l'idée de passer auparavant par Paris, soit qu'il ne pût résister au désir d'embrasser sa femme et son enfant, soit qu'il eût, comme on le lui reprocha, le projet de conspirer contre le gouvernement royal restauré. Dénoncé par un officier de gendarmerie qui se trouvait avec lui dans la voiture des messageries royales, il est aussitôt l'objet d'une surveillance étroite : on sait qu'il s'était fait conduire dans une maison au no 5 rue du Faubourg-Poissonnière chez Mme de Fontry; on suit sa trace et il est pris et arrêté le 2 août 1815. Fouché, qui le même jour donnait une grande fête à l'occasion de son mariage avec Mlle de Castellane, apprend, au milieu des danses cette arrestation, qu'il n'avait pas ordonnée lui-même et qu'il ne pouvait empêcher.

### Le conseil de guerre
Impliqué dans un complot récemment découvert, La Bédoyère est conduit à la prison militaire de l'Abbaye. Ses amis et les membres de la famille, dont plusieurs étaient royalistes, essayent de l'enlever. Mais le projet, secondé pourtant par le geôlier, échoue maladroitement au dernier moment. La Bédoyère trouve un habile et courageux défenseur dans Benjamin Constant, qui écrit, le 11 août 1815, en forme de lettre au roi, un mémoire où il disait : « Je crois, dans l'intérêt du trône, qu'une mitigation de la peine, une détention sévère dans un château fort, vaut mieux que le sang de ce jeune homme versé dans la plaine de Grenelle. Je pense que cet acte de clémence serait un gage de réconciliation avec notre malheureuse armée. » Ces avis ne seront pas entendus.
Traduit, le 2 août, devant le 2e conseil de guerre permanent de la 1re division militaire, La Bédoyère comparait, le 9, devant ce conseil, composé de Anne Pierre de Bertier de Sauvigny, adjudant-commandant, qui présidait, Mazenot de Mondésir, adjudant-commandant, Durand de Sainte-Rose, adjudant-commandant, Saint-Just, chef de bataillon, adjoint à l'état-major, Lentivi, capitaine-adjoint à l'état-major, Boulnois, lieutenant de gendarmerie du département de la Seine, M. Viotti, chef de bataillon, adjoint à l'état-major, faisant les fonctions de ministère public, M. Gaudriot, capitaine de gendarmerie du département de la Seine, faisant celles de rapporteur. Il était prévenu de « trahison, de rébellion et d'embauchage ».

La Bédoyère se défend avec calme et simplicité. 

« J'ai pu, dit-il, me tromper sur les véritables intérêts de la France ; j'ai pu être égaré par des illusions, par des souvenirs, par de fausses idées d'honneur ; il est possible que la patrie ait donné à mon cœur un langage chimérique. Mais la grandeur des sacrifices que j'ai faits, en m'exposant à rompre les liens les plus chers, prouve qu'il n'entrait dans ma conduite aucun motif d'intérêt personnel. Je n'ai ni l'intention ni la possibilité de nier des faits publics et notoires ; mais je proteste que je n'ai trempé dans aucun complot qui ait précédé le retour de Buonaparte ; je suis même convaincu qu'il n'a point existé de [conspiration] pour ramener Buonaparte de l'île d'Elbe… »

Le 15 août, il est condamné à la peine de mort à l'unanimité, comme coupable :
1. de rébellion et trahison, et non d'embauchage ;
2. de n'avoir pas profité du délai de huit jours accordé par l'ordonnance royale, à tous les fauteurs[5] de Bonaparte, pour rentrer dans le devoir.

### L'exécution
Le 19, le conseil de révision statua sur son pourvoi, qui fut rejeté, malgré une éloquente plaidoirie de Me Mauguin.

Le même jour, à six heures et demie du soir, toutes les démarches de sa famille auprès du roi étant restées vaines, il fut exécuté en plaine de Grenelle, à la barrière « des Ministres ». Il fut assisté au dernier moment par un prêtre qui l'avait élevé. S'avançant au-devant du peloton de vétérans chargés de l'exécution, il montra la plus grande fermeté et leur dit en montrant son cœur : 

« C'est là qu'il faut frapper ! »

 Quelques minutes après, il était mort.
Le 22 août 1815, son corps est transféré au cimetière du Père-Lachaise, 16e division (1re ligne face à la 17e division). Son fils Georges le rejoindra en 1867 et Georgine en 1871.

## Le jugement de l'Empereur à Sainte-Hélène

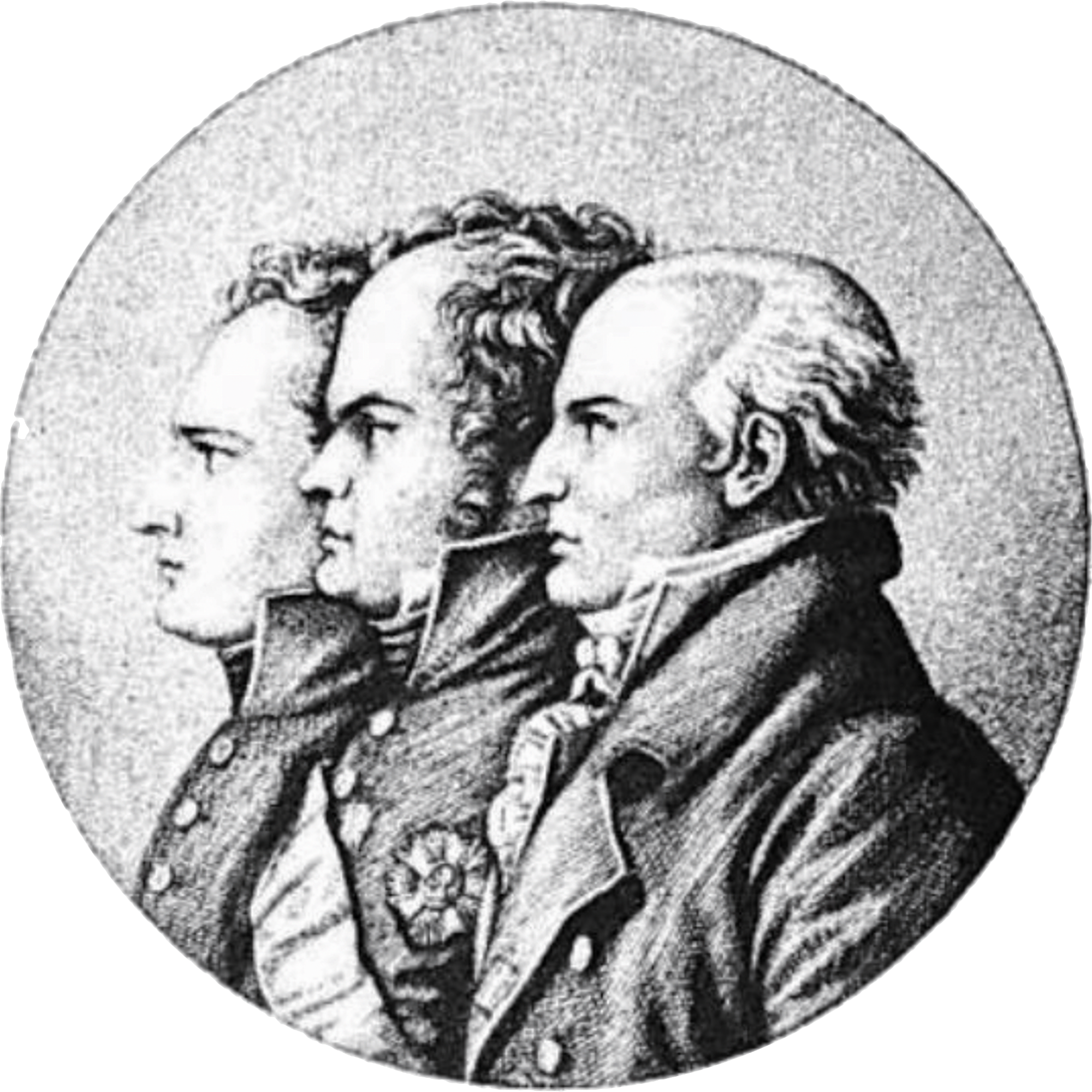
De gauche à droite : La Bédoyère, Ney et Lavalette, Bibliothèque municipale de Grenoble.

À Sainte-Hélène c'est par Gourgaud, qui l'avait lu dans les journaux reçus, que Napoléon apprend la mort de Charles de La Bédoyère. C'était le 7 décembre 1815 : jour où est fusillé le maréchal Ney, avenue de l'Observatoire.

« Le Colonel de La Bédoyère était animé des plus nobles sentiments ; il avait été aide de camp du maréchal-duc de Montebello et du vice-roi d'Italie. Jeune homme de trente ans, il avait été élevé dès sa plus tendre enfance aux cris de « Vive l'Empereur ! » et était enivré de la gloire de la France. La conduite des Bourbons, leur asservissement à l'étranger, le déshonneur dont ils couvraient la nation, avaient révolté tous les sentiments de son âme, et, quoique sa famille, une des anciennes familles de Bretagne, fût attachée à la cour des Bourbons, il resta constamment en opposition, frémissant de l'avilissement de la France, et il appelait de tous ses souhaits, à grands cris, celui que la France voulait et que les étrangers redoutaient tant. Napoléon le reçut et le loua de son généreux dévouement, il y avait du courage, car il était le premier qui se ralliait à l'empereur, et il l'avait fait hardiment, au milieu de la place de Grenoble. Il n'y avait dans cet acte aucun sentiment personnel, aucune vue d 'ambition, même aucun sentiment d'amour-propre. »

— Las Cases, Le Mémorial de Sainte-Hélène
Dans son testament, en date du 15 avril 1815, l'Empereur léguait 100 000 francs aux enfants de La Bédoyère. Dans son codicille (daté du 24 avril 1821) il ajoutait la somme de 50 000 francs aux mêmes.

## Récapitulatif

### État des services
- 11 octobre 1806 : Gendarme d'ordonnance de la Maison de l'Empereur ;
- 1806-1807 : À la Grande Armée ;
- 4 novembre 1806 : Lieutenant en second ;
- 10 septembre 1807 : Passe au 11e chasseurs à cheval ;
- 14 janvier 1808 : Aide de camp du maréchal Lannes ;
- Campagne d'Espagne (1808) ;
- 9 janvier 1809 : Capitaine ;
- Armée d'Allemagne (campagne d'Allemagne (1809)) ;
- 10 juin 1809 : Aide de camp du prince Eugène ;
- 1810-1811 : En Italie ;
- 26 décembre 1811 : Chef d'escadron ;
- Campagne de Russie (1812) ;
- 1er mai 1813 : Colonel du 112e régiment d'infanterie de ligne ;
- Campagne de Saxe (1813) ;
- Campagne de France (1814) ;
- 3 février 1814 : Commandant provisoirement la 2e brigade de la 1re division militaire (Paris) ;
- 14 mars 1814 : Commandant les 1er et 4e bataillons de son régiment à l'armée de Lyon ;
- 4 octobre 1814 : Colonel du régiment d'Orléans (7e de ligne) ;
- 26 mars 1815 : Maréchal de camp ;
- 26 mars - 18 juin 1815 : Aide de camp de l'Empereur ;
- Campagne de Belgique (1815) à l'Armée du Nord.

### Titres
- Chevalier Huchet de La Bédoyère et de l'Empire (à la suite du décret du 23 juin 1809 le nommant membre de la Légion d'honneur, lettres patentes du 12 novembre 1809, Fontainebleau) ;
- Nommé, le 2 juin 1815, par Napoléon Ier pair des Cent-Jours, faisant de La Bédoyère, ipso facto, un comte de l'Empire[10]

### Distinctions
|  |  |  |

- Légion d'honneur[11] :
  - Légionnaire (23 juin 1809), puis,
  - Officier de la Légion d'honneur (21 juin 1813) ;
- Ordre de la Couronne de fer
  - Chevalier (11 août 1809), puis,
  - Dignitaire[12] ;
- Chevalier de l'ordre royal et militaire de Saint-Louis (1814)[réf. à confirmer][5].

### Armoiries
| Figure | Blasonnement |
|        | Armes du chevalier Huchet de La Bédoyère et de l'Empire D'azur à la fasce d'or chargée d'une étoile du champ, et accompagnée de trois croissants aussi d'or, deux en chef, un en pointe le tout soutenu d'une champagne de gueules du tiers de l'écu au signe des chevaliers. - Livrées : les couleurs de l'écu |

### Sources et bibliographie
- Marcel Doher, Des rêves de gloire au peloton d'exécution. Charles de La Bédoyère, 1786-1815, aide de camp de l'Empereur, Paris, J. Peyronnet et Cie, 1963.
- « La Bédoyère (Charles-Angélique-François, Huchet de) », dans Charles Mullié, Biographie des célébrités militaires des armées de terre et de mer de 1789 à 1850, 1852 [détail de l’édition]
- « La Bédoyère (Charles-Angélique-François Huchet, comte de) », dans Adolphe Robert et Gaston Cougny, Dictionnaire des parlementaires français, Edgar Bourloton, 1889-1891 [détail de l’édition]